# یوتیوب زنده
یوتیوب زنده (به انگلیسی: YouTube Live) یک رویداد زنده در سال ۲۰۰۸ است که بر روی اینترنت سانفرانسیسکو و توکیو در جریان بود. این اتفاق با حضور افراد نامداری از جمله مایکل باکلی، کتی پری و افراد مشهور دیگری انجام شد. در تاریخ ۸ آوریل ۲۰۱۱، این کانال بسته شد و تمام ویدئوهایش را از بین برد. این صفحه جایگزین بخش زنده در سایت یوتیوب شد.